# メガTONニュースTODAY
『メガTONニュースTODAY』（メガトンニューストゥデイ）は、テレビ東京系列局ほかで放送されたテレビ東京（1981年9月まで東京12チャンネル）製作の夕方の報道番組。製作局のテレビ東京では1980年（昭和55年）9月29日から1989年（平成元年）3月31日まで放送。

## 概要
他局が夕方のニュースを18時台に据える中、テレビ東京では同時間帯が子供向け番組の時間帯となっている関係上、17時台後半に放送のこの番組が唯一のニュースワイドとして定着していた。当初は毎週月曜から金曜の17:30 - 17:45 (JST) に放送されていたが、後に17:50までに延長した。また、番組タイトルも当初は無冠の『ニュースTODAY』だったが、1982年4月にメガTONネットワーク（当時のテレビ東京系列ネットワーク網）が発足するのに伴い、以後はネットワーク名の「メガTON」を冠するようになった。
1988年4月にスタートした『NHKニュースTODAY』とタイトルが似ており、番組を混同される恐れがあるとNHKに抗議したが、NHK側は番組名冒頭に『NHKニュース』が付いていることから問題ないとした。
番組はその後、ネットワーク名がTXNに変更されるのを機に終了。以後の後継番組群は、1989年放送開始の『TXNニュース THIS EVENING』から2005年終了の『TXNニュースアイ』まで全てタイトルに「TXN」を冠していた。

## 歴代キャスター
| 期間                          | 月・水・金曜         | 火・木曜               |
| ----------------------------- | -------------------- | ---------------------- |
| 1980年9月29日 - 1983年2月28日 | 高田晃、宮崎絢子     | 高田晃、宮崎絢子       |
| 1983年3月1日 - 1985年9月30日  | 平光淳之助、宮崎絢子 | 平光淳之助、川島真理子 |
| 1985年10月1日 - 1988年4月1日  | 鶴岡巍、中村真理     | 岡野忠元、外所優子     |
| 1988年4月4日 - 1989年3月31日  | 土居壮、東海林克江   | 土居壮、東海林克江     |

- 土居と東海林は『TXNニュース THIS EVENING』でも続投。

## 歴代オープニング
- 初代0：1980年9月29日 - 1983年2月28日
- 2代目：1983年3月1日 - 1985年9月30日
  - タイトル表示は、放送局によって別々に表示（後述）。
  - オープニングテーマは、喜多郎の『西への想い』が編集され使われていた。
- 3代目:「メガTON (TXN) ニューステーマ曲 1985 - 1990」（1985年10月1日 - 1989年3月31日）
  - 作曲：三枝成彰[2]
  - 12月に控えていた神谷町への移転とテレビせとうち開局を機に変更。他時間帯の定時ニュース[3]でもこのテーマ曲が使われ、TXNへの改称後も暫くの間使われた。

## ネットワーク局
番組開始-終了までネットした局
- 東京12チャンネル→テレビ東京（製作・幹事局）
- 岐阜放送
- 奈良テレビ放送
- テレビ和歌山

途中からネットに参加した局
- テレビ大阪（1982年3月 - ）
- テレビ愛知（1983年9月 - ）
- テレビせとうち（1985年10月 - ）

途中でネットから離脱した局
- サンテレビジョン
- 近畿放送（KBS京都）
  - テレビ東京系列のテレビ大阪が開局したことにより、この2局での放送は途中で終了（テレビ大阪の開局後だが、時期不明）。

### ネット局におけるタイトル
- 岐阜放送や奈良テレビ、テレビ和歌山でも放送されていた(ワイド番組に内包するなど番組名が異なることもあった)。このため、テレビ東京はこれらメガTON非加盟の局のために2代目オープニングではタイトルテロップを入れずに送出（映像は当日のニュース内容）し、テレビ愛知やテレビ大阪も自社でタイトルを入れていた。
  - 岐阜放送は2代目ロゴ時代『GBSニュースTODAY』（「ニュースTODAY」ロゴは字体はメガTONと同じだが影なし）というタイトルで放送していたが、1983年10月以降は17時42分15秒で飛び降り17:55までローカルニュースを放送していたほか、3代目オープニングからタイトルロゴを変えないままヘッドラインまでを自社オープニング映像に差し替えていた（この間、音声のみテレビ東京からネットしていた。この映像は『ニュースTHIS EVENING』になってからも使われた。なお、スポンサークレジット部分は全面差し替えられていた）。なお岐阜放送は、土日にも同じタイトル・同じロゴ（ブルーバック）で5分間のローカルニュースを放送していた。
  - 1986年夏、岐阜放送が高校野球岐阜県大会中継のため当番組を18:00から放送し、この枠内で通常通りテレビ東京からのニュースパートも放送したことがある（中継延長ではなく当初からの予定通り）。当時スタジオセットにアナログ時計があり、当然岐阜放送のオンエアでは30分前の時刻を指していることになるが、お断わりテロップ等もなくそのまま放送された。